# نینجا در قلمرو اژدها
نینجا در قلمرو اژدها (به انگلیسی: Ninja in the Dragon's Den) یک فیلم سینمایی هنگ کنگ محصول سال ۱۹۸۲ در ژانر هنرهای رزمی که اولین کارگردانی کری یوئن در اولین فیلم سینمایی خود می‌باشد.
بازیگران اصلی هیرویوکی سانادا و هوانگ جانگ-لی هستند.
ویکپدیای انگلیسی

## خلاصه داستان
در دوره توکوگاوا ایایاسو در ژاپن دو مبارز، یکی چینی و یکی ژاپنی که رقیب یکدیگر می‌باشند، مجبور می‌شوند پس از اینکه استادشان توسط یک دشمن هوشمند و توانا کشته می‌شود با یکدیگر همکاری کنند…